# Leslie Jordan
Pour les articles homonymes, voir Jordan.
Leslie Jordan est un acteur et dramaturge américain, né le 29 avril 1955 à Chattanooga (Tennessee) et mort le 24 octobre 2022 à Los Angeles (Californie).
À la télévision, il est notamment connus pour ses rôles dans Will et Grace (de 2001 à 2006 et de  2017 à 2020), American Horror Story (de 2013 à 2019), The Cool Kids (de 2018 à 2019), Call Me Kat (en) (de 2021 à 2022) et Hearts Afire (de 1993 à 1995).
Sur scène, il interprète en 1996 Earl Brother Boy Ingram dans la pièce Sordid Lives, puis reprend ce rôle au cinéma dans le film du même nom en 2000.
Au début de la pandémie de Covid-19 en 2020, il est présent sur Instagram, et acquiert un public de près de six millions d’abonnés ; en avril 2021, il publie son autobiographie How Y'all Doing? Misadventures and Mischief from a Life Well Lived.

## Biographie
Né à Chattanooga, Leslie Allen Jordan grandit dans un milieu religieux dont il ne s'est jamais senti proche. Son père était lieutenant-colonel et fut tué dans un accident d'avion alors que Leslie Jordan n'avait que 11 ans. Il part pour Hollywood en 1982. Il commence sa carrière dans des spots publicitaires. C'est durant cette période que l'acteur commence à consommer de l'alcool et de la drogue.
Leslie Jordan joue de nombreux seconds rôles pour la télévision, entre autres dans Loïs et Clark : Les Nouvelles Aventures de Superman, Star Trek: Voyager, Caroline in the City et Reba. Sa prestation dans la série Will et Grace est récompensée par un Primetime Emmy en 2006. Il apparaît en 2011 dans le film La Couleur des sentiments.
L'acteur ouvertement gay parle de son homosexualité dans son one-man-show My Trip Down the Pink Carpet écrit en 2008. Il participe également à la série télévisée Sordid Lives (en) en 2008 et interprète un homme persuadé d'être Tammy Wynette. La série est diffusée sur Logo TV, chaîne destinée à un public gay et lesbien.

### Mort
Le 24 octobre 2022, vers 9 h 30 du matin, alors qu’il se rend en voiture sur les lieux du tournage de la sitcom Call Me Kat (en), Leslie Jordan heurte un immeuble de Cahuenga Boulevard et Romaine Street à Hollywood. Jordan est déclaré mort sur place,,.
Une autopsie est pratiquée. Il est ensuite enterré au Hamilton Memorial Gardens à Hixson (en), dans le Tennessee.
En janvier 2023, le rapport d’autopsie révèle que Jordan est mort des suites d’un problème cardiaque. Aucune trace de drogue ou d'alcool n'a été retrouvé dans son organisme. Il ne consommait plus d'alcool depuis plus de vingt ans.

## Filmographie sélective

### Cinéma
- 2000 : Sordid Lives (en) de  Del Shores (en) : Earl « Brother Boy » Ingram

- 2007 : Undead or Alive de Glasgow Phillips : le prêtre
- 2021 : Billie Holiday, une affaire d'État (The United States vs. Billie Holiday) de Lee Daniels : Reginald Lord Devine

### Télévision
- 1993 : Loïs et Clark, les nouvelles aventures de Superman (saison 1 épisode 5) : Alan Morris/l'homme invisible
- 1994 : Loïs et Clark, les nouvelles aventures de Superman (saison 2 épisode 8) : William Wallace Webster Waldecker/Resplendisant man
- 1996 : Le Caméléon (saison 1 épisode 17) : Pat
- 1996 : Star Trek: Voyager (saison 3 épisode 5) : Koll
- 1997 : Dharma et Greg (saison 1 épisode 17) : Kenny
- 1997 : Pacific Blue (saison 3 épisode 18) : Bo Nyby
- 1998 : Le Flic de Shanghai (saison 1 épisode 17) : Horatio Hawkins
- 2000 : Son of the beach (saison 1 épisode 18) : Jordan
- 2000 : Will & Grace (saison 3 épisode 15) : Beverly Leslie
- 2000 : Ally McBeal (saison 4 épisodes 19 - 23) : Dr Benjamin Harris
- 2000 : Sabrina, l'apprentie sorcière (saison 5 épisode 7) : Chuck
- 2000 : Nash Bridges (saison 6 épisode 10) : Walter Marley
- 2001 : Boston Public (saison 2 épisodes 1 - 2 - 7 - 8 - 17) : Dr Benjamin Harris
- 2001 : Will & Grace (saison 4 épisode 16) : Beverly Leslie
- 2002 : Amy (saison 4 épisode 12) : Reginald Hoyt
- 2002 : Will & Grace (saison 5 épisode 18) : Beverly Leslie
- 2003 : Will & Grace (saison 6 épisodes 3 - 23 - 24) : Beverly Leslie
- 2004 : Monk (saison 2 épisode 12) : l'employé de mairie
- 2004 : Boston Justice (saison 1 épisodes 11 -12 - 15) : Bernard Ferrion
- 2004 : Will & Grace (saison 7 épisodes 16 - 23) : Beverly Leslie
- 2005 : Boston Justice (saison 2 épisodes 1 - 2 - 3) : Bernard Ferrion
- 2005 : Will & Grace (saison 8 épisodes 7 - 11 -17 - 23) : Beverly Leslie
- 2006 : Ugly Betty (saison 1 épisode 19) : Quincy Combs
- 2007 : Les Secrets de Palm Springs (saison 1 épisodes 1 - 2 - 4 - 7 - 8) : Jesse Jo
- 2008 : Privileged (saison 1 épisodes 4 - 12) : Dale Dart
- 2008 : Sordid Lives (en) (10 épisodes) : Earl « Brother Boy » Ingram

- 2011 : Shake it up : (saison 2 épisode 8) : Theodore Van Glorious
- 2011 : Desperate Housewives (saison 8 épisodes 8 - 9) : Felix Bergman
- 2012 : The Neighbors (saison 1 épisode 8) : Carla
- 2012 : Raising Hope (saison 3 épisodes 4 - 14) : Révérent Bob
- 2013 : Supernatural (saison 9 épisode 5) : le Yorkshire (voix)
- 2013 : American Horror Story : Coven (saison 3) : Quentin Fleming
- 2016 : American Horror Story : Roanoke (saison 6) : Ashley Gilbert / Cricket Marlowe
- 2017 : Life in Pieces (saison 2 épisode 22) : Neils
- 2019 : American Horror Story : 1984 (saison 9) : Courtney
- 2021 : Special (saison 2, épisode 7) : Charles
- 2021 : L’Île fantastique (saison 1, épisode 8) : Jasper
- 2021 - en production : Call me Kat : Phil

## Théâtre
Comédien
- 2008 : My Trip Down the Pink Carpet (one-man-show)
- 2011 : Lucky Guy[10] (Off-Broadway)
- 2012-2014 : Fruit Fly[11]

## Distinctions
| Année | Cérémonie             | Pays                   | Résultat | Prix           | Catégorie                                               | Titre              |
| ----- | --------------------- | ---------------------- | -------- | -------------- | ------------------------------------------------------- | ------------------ |
| 2006  | Primetime Emmy Awards | Drapeau des États-Unis | Remporté | Primetime Emmy | Meilleur acteur invité dans une série télévisée comique | Will et Grace (TV) |